# Kickxia elatinoides
Kickxia elatinoides är en grobladsväxtart som först beskrevs av René Louiche Desfontaines, och fick sitt nu gällande namn av Werner Hugo Paul Rothmaler. Kickxia elatinoides ingår i släktet spjutsporrar, och familjen grobladsväxter. Inga underarter finns listade i Catalogue of Life.